# Ronald Evans

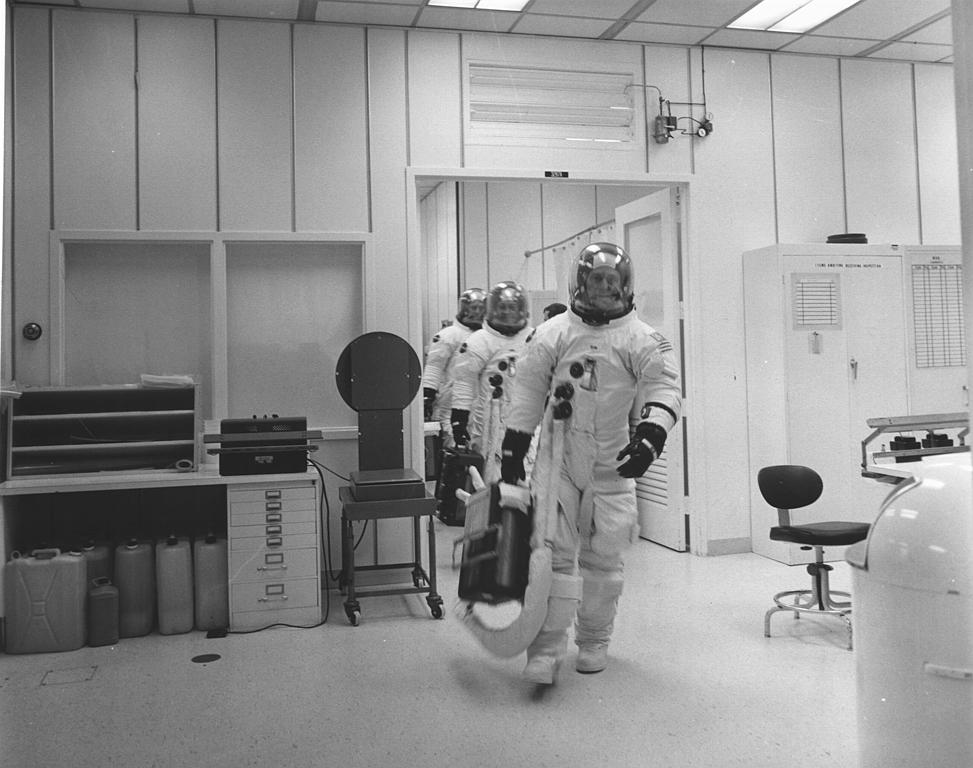
Rezerwowa załoga misji ASTP podczas ćwiczeń naziemnych. Z przodu Alan Bean, a za nim Ronald Evans i Jack Lousma

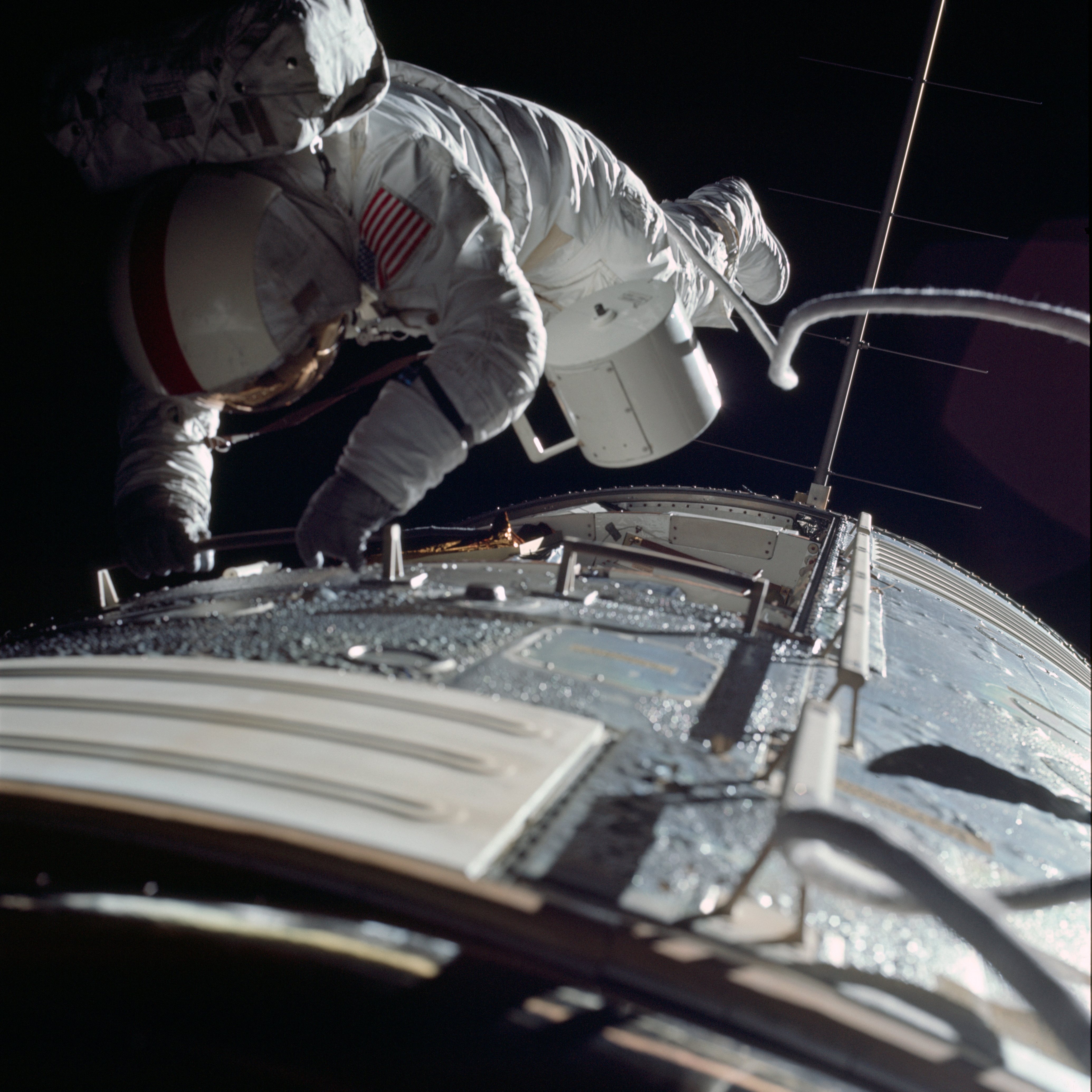
Ronald Evans podczas prac na zewnątrz statku Apollo 17

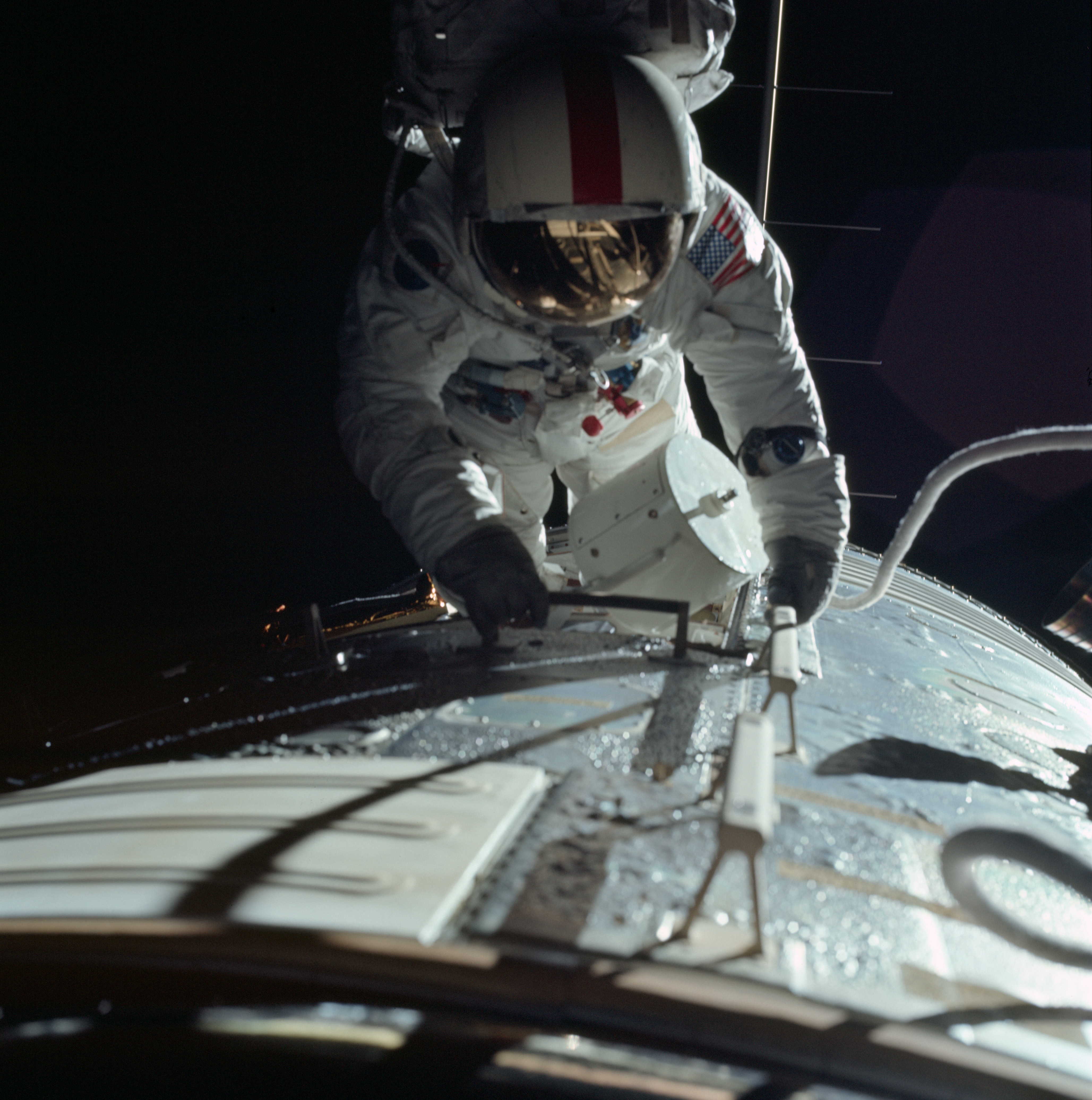
Ronald Evans zabiera z modułu serwisowego kasety ze zdjęciami

Ronald Elwin Evans (ur. 10 listopada 1933 w Saint Francis, zm. 6 kwietnia 1990 w Scottsdale) – amerykański astronauta, komandor United States Navy.

## Wykształcenie i służba wojskowa
Szkołę średnią ukończył w Topeka w stanie Kansas.
- 1956 – uzyskał licencjat z elektrotechniki na University of Kansas. Wstąpił do Marynarki Wojennej Stanów Zjednoczonych.
- Czerwiec 1957 – po zakończeniu przeszkolenia lotniczego został pilotem lotnictwa morskiego. Służył w 142 eskadrze myśliwców (Fighter Squadron VF-142).
- Styczeń 1961 – czerwiec 1962 – był instruktorem lotniczym samolotu F-8 w 124 eskadrze myśliwców (Fighter Squadron VF-124).
- 1964 – został absolwentem Podyplomowej Szkoły Marynarki Wojennej (Naval Postgraduate School) w Monterey w Kalifornii, gdzie uzyskał stopień magistra inżynierii lotniczej.
- 1964–1966 – był pilotem 51 eskadry myśliwców (Fighter Squadron VF-51), która stacjonowała na pokładzie lotniskowca USS „Ticonderoga”. Latał samolotem F-8. Przez siedem miesięcy brał udział w lotach bojowych w Wietnamie.
- 30 kwietnia 1976 – w stopniu komandora opuścił szeregi Marynarki Wojennej i przeszedł do rezerwy.

Jako pilot wylatał 5100 godzin, z czego 4600 na samolotach z napędem odrzutowym.

## Kariera astronauty
- 1963 – był jednym z 34 finalistów podczas selekcji do trzeciego naboru astronautów NASA. Mimo że pomyślnie przeszedł badania lekarskie, nie został zakwalifikowany do grupy NASA 3(inne języki).
- 4 kwietnia 1966 – zakwalifikował się do piątej grupy astronautów NASA (NASA 5(inne języki)).
- Październik 1968 – podczas lotu statku kosmicznego Apollo 7 był członkiem naziemnej załogi wspierającej. Ponadto w trakcie misji utrzymywał w ośrodku kierowania lotem łączność (CapCom) z astronautami przebywającymi na orbicie.
- 1969 – w marcu, podczas wyprawy Apollo 9 ponownie pełnił funkcję operatora łączności (CapCom). W lipcu w czasie historycznej misji Apollo 11 po raz drugi wchodził w skład naziemnej załogi wspierającej oraz pełnił funkcję CapCom.
- Styczeń 1971 – był pilotem modułu dowodzenia w rezerwowej załodze misji Apollo 14. Podczas lotu po raz czwarty pełnił funkcję CapCom.
- 7 – 19 grudnia 1972 – uczestniczył w locie statku kosmicznego Apollo 17.
- 9 lutego 1973 – został wyznaczony na pilota modułu dowodzenia w załodze rezerwowej misji Apollo-ASTP (Apollo-Soyuz Test Project) w ramach amerykańsko-radzieckiego programu Sojuz-Apollo. Lot obu statków odbył się w lipcu 1975.
- 1975–1977 – pracował w Biurze Astronautów NASA i brał udział w pracach nad programem Space Transportation System (STS).
- 17 marca 1977 – opuścił korpus astronautów NASA.

### Apollo 17
7 grudnia 1972 statek kosmiczny Apollo 17 wystartował do ostatniej misji księżycowej w ramach programu Apollo. Dowódcą misji był Eugene Cernan, pilotem modułu księżycowego „Challenger” – Harrison Schmitt, a sam Evans – pilotem modułu dowodzenia „America”. 10 grudnia 1972 roku astronauci osiągnęli orbitę Księżyca. Dzień później, 11 grudnia Cernan i Schmitt wylądowali w rejonie gór Taurus i krateru Littrow.
Po raz pierwszy w wyprawie na Srebrny Glob wziął udział astronauta, będący z wykształcenia geologiem – Harrison Schmitt. Włączono go do załogi, kiedy było już wiadomo, że lot Apollo 17 będzie ostatnią misją księżycową.
Cernan i Schmitt trzykrotnie wychodzili na powierzchnię Księżyca. Wszystkie wyjścia trwały łącznie ponad 22 godziny. Do poruszania się używali pojazdu księżycowego LRV. Na Ziemię zabrali około 110,5 kg próbek skał księżycowych. 14 grudnia 1972 roku astronauci powrócili na pokład modułu dowodzenia, w którym przez trzy dni czekał na nich Ronald Evans. Podczas lotu powrotnego Evans wyszedł w przestrzeń kosmiczną na godzinę i 6 minut, żeby z modułu serwisowego zabrać kasety ze zdjęciami. 19 grudnia 1972 roku kapsuła statku Apollo 17 wodowała na Oceanie Spokojnym. Następnie jej załogę przyjął na pokład lotniskowca USS „Ticonderoga”, na którym Evans służył przed przystąpieniem do korpusu astronautów.

## Po opuszczeniu NASA
- Marzec 1977 – został prezesem firmy Yogurt Resources Ltd., działającej w branży spożywczej. Później został wiceprezesem Western America Energy Corp. w Scottsdale.
- Sierpień 1978 – został dyrektorem ds. marketingu produktów kosmicznych w firmie Sperry Flight Systems w Phoenix. W Scottsdale zorganizował własną firmę doradczą.
- 6 kwietnia 1990 – zmarł w Scottsdale na zawał serca.

## Nagrody i odznaczenia
- Medal Marynarki Wojennej za Wybitną Służbę (1973)
- Medal Lotniczy – ośmiokrotnie
- Navy and Marine Corps Commendation Medal (1966)
- NASA Distinguished Service Medal (1973)
- Vietnam Service Medal
- Navy Astronaut Wings
- Johnson Space Center Superior Achievement Award (1970)
- Universal Astronaut Insignia za lot orbitalny (nr 58, pośmiertnie) – Stowarzyszenie Uczestników Lotów Kosmicznych (Association of Space Explorers(inne języki))[2]

## Dane lotu
| Lot kosmiczny, w którym uczestniczył Ronald E. Evans                    | Lot kosmiczny, w którym uczestniczył Ronald E. Evans | Lot kosmiczny, w którym uczestniczył Ronald E. Evans | Lot kosmiczny, w którym uczestniczył Ronald E. Evans | Lot kosmiczny, w którym uczestniczył Ronald E. Evans | Lot kosmiczny, w którym uczestniczył Ronald E. Evans |
| Data startu                                                             | Data lądowania                                       | Statek kosmiczny                                     | Funkcja                                              | Czas trwania                                         |                                                      |
| ----------------------------------------------------------------------- | ---------------------------------------------------- | ---------------------------------------------------- | ---------------------------------------------------- | ---------------------------------------------------- | ---------------------------------------------------- |
| 7 grudnia 1972                                                          | 19 grudnia 1972                                      | Apollo 17                                            | Pilot modułu dowodzenia                              | 12 dni 13 godzin 51 minut i 59 sekund                |                                                      |
| Łączny czas spędzony w kosmosie — 12 dni 13 godzin 51 minut i 59 sekund |                                                      |                                                      |                                                      |                                                      |                                                      |